# Cutaway
No cinema e no vídeo, um cutaway ou cut-away é a interrupção de uma ação filmada continuamente com a inserção de uma visão de outra coisa. É geralmente seguido por um corte de volta à primeira tomada. Uma cena cutaway é a interrupção de uma cena com a inserção de outra cena, geralmente não relacionada ou relacionada apenas perifericamente à cena original. A interrupção costuma ser rápida e geralmente, embora nem sempre, termina com o retorno à cena original. O efeito é de comentário à cena original, frequentemente de natureza cômica.

## Uso
O uso mais comum de tomadas cutaway em filmes dramáticos é ajustar o ritmo da ação principal, ocultar a exclusão de alguma parte indesejada da tomada principal ou permitir a junção de partes de duas versões dessa tomada. Por exemplo, uma cena pode ser melhorada cortando-se alguns quadros da pausa de um ator, uma breve visão de um ouvinte pode ajudar a ocultar a pausa. Ou o ator pode errar algumas de suas falas em uma tomada em grupo, em vez de descartar uma boa versão da tomada, o diretor pode simplesmente fazer com que o ator repita as falas em uma nova tomada e cortar para essa visão alternativa quando necessário.
Os cortes também são usados com frequência em filmes de terror mais antigos no lugar de efeitos especiais. Por exemplo, a filmagem de um zumbi tendo a cabeça cortada pode começar com a visão de um machado sendo balançado no ar, seguida de um close-up do ator balançando o machado e, em seguida, um corte de volta para a cabeça cortada. George A. Romero, criador da série Dead, e Tom Savini foram os pioneiros em efeitos que eliminaram a necessidade de cortes em filmes de terror.
Na transmissão de notícias e em documentários, o cutaway é usado da mesma forma que na ficção. Nas gravações, geralmente há apenas uma câmera para filmar uma entrevista, e ela costuma estar voltada para o entrevistado. Muitas vezes, há também apenas um microfone. Após a entrevista, o entrevistador geralmente repete suas perguntas enquanto está sendo filmado, com pausas que parecem que as respostas estão sendo ouvidas. Essas tomadas podem ser usadas como cortes. Os cortes para o entrevistador, chamados de noddies, também podem ser usados para cobrir cortes.
O cutaway não contribui necessariamente com nenhum conteúdo dramático próprio, mas é usado para ajudar o editor a montar uma sequência mais longa. Por esse motivo, os editores escolhem cutaways relacionados à ação principal, como outra ação ou objeto no mesmo local. Por exemplo, se a tomada principal for de um homem caminhando por um beco, os possíveis cutaways podem incluir uma tomada de um gato em uma lixeira próxima ou uma tomada de uma pessoa observando de uma janela acima.